# Симонов, Игорь Геннадьевич
И́горь Генна́диевич Си́монов (укр. Ігор Геннадійович Сімонов; род. 19 июня 1958, Макеевка, Сталинская область) — советский, украинский футболист и тренер, двукратный обладатель Кубка СССР, мастер спорта СССР (1980).

## Биография

### Карьера игрока
Футболом увлекался с детства во дворах родной Макеевки. Позже стал заниматься в СК «Зарево», первый тренер Виктор Иванович Петров. С командой играл в турнире на приз клуба «Кожаный мяч», выступал в различных республиканских юношеских соревнованиях. Через некоторое время, вместе с друзьями, так же воспитанниками спортклуба — Алексеем Варнавским и Евгением Шафоростовым, перешёл в макеевский «Кировец» где продолжил заниматься у Ивана Фёдоровича Скребца. Со временем наставник порекомендовал Симонова тренерам дублирующего состава донецкого «Шахтёра».
В 1979 году Симонов дебютировал в высшей лиге, 24 марта выйдя на поле в стартовом составе в домашнем матче с «Зенитом» Ленинград. Этот сезон для горняков стал одним из самых успешных в чемпионатах СССР. Коллектив по ходу соревнований боролся за победу в турнире, но в итоге уступив первое место московскому «Спартаку», стал серебряным призёром. Симонов хоть и входил в основную обойму команды, принял участие только в 11 поединках, что согласно регламенту было недостаточно (менее 50 % сыгранных матчей) для получения медалей. Осенью того же года Симонов принял участие в ответном поединке 1/32 финала Кубка УЕФА «Монако» — «Шахтёр». В следующем сезоне Симонов стал обладателем Кубка СССР. В финальном поединке «Шахтёр» одержал победу над тбилисскими динамовцами.
Спустя два года горняки снова стали победителями Кубка, обыграв в финале харьковский «Металлист». Симонов, не часто появляющийся в основном составе в играх чемпионата, отыграв в решающем матче все 90 минут. В 1985 году уже был стабильным игроком основного состава, отличился своим единственным голом в чемпионатах СССР — 8 июля, в поединке «Шахтёр» — «Динамо» (Тбилиси) (2:1) на 88 минуте, подключившись к атаке, поразил ворота Отара Габелии и принёс победу команде. Этот сезон стал последним для Симонова в составе дончан. В 1986 году на тренерский мостик пришёл Олег Базилевич, взявшийся за существенное обновление состава команды.
Симонов, сыграв несколько матчей за команду соседней Горловки, вскоре перебрался в Воронеж, где с апреля по август выступал за «Факел», а следующий сезон провёл в другом клубе первой лиги — «Динамо» (Ставрополь). В 1988 году вернулся в Макеевку, где играл за любительские команды. С началом проведения независимого чемпионата Украины выходил на поле в составе клуба «Бажановец», выступавшего в переходной и второй лигах Украины. Заканчивал карьеру, выступая в любительском первенстве Украины, играя за команду «Шахтёр» (Снежное).

### Карьера тренера
В макеевском «Бажановце» был играющим наставником, помогая в работе главному тренеру Виктору Фёдоровичу Пыщеву. В 1996 году Симонов уехал в Германию, где к тому времени уже работала его супруга. Играл за местные любительские коллективы. Через некоторое время, по приглашению бывшего одноклубника Сергея Поповича, проживавшего в Германии, переехал в город Гиссен и устроился работать на мебельную фабрику, играя в свободное время за местную футбольную команду. Но вскоре на предприятии начались сокращения персонала, и Симонов остался без работы.
Познакомился с известным в прошлом немецким футболистом, рекордсменом бундеслиги по сыгранным матчам — Карлом-Хайнц Кёрбелем, который возглавлял детскую футбольную Академию франкфуртского «Айнтрахта». После встречи с Кёрбелем, с которым Симонов лично не был знаком, но пересекался на футбольном поле в матче Кубка УЕФА «Айнтрахт» — «Шахтёр», состоявшегося в октябре 1980 года, подписал контракт на работу в футбольной Академии «Айнтрахта». С 2011 года Симонов работает на должности администратора (менеджера) «Айнтрахта», сочетая административную деятельность с проведением занятий в детской академии.

## Достижения
- Обладатель Кубка СССР по футболу (2): 1980, 1983